# 张延寿
张延寿（？—前51年），京兆尹杜陵县（今陕西省西安市东南）人，西汉政治人物。御史大夫张汤之孙，张安世的次子。

## 生平
汉宣帝时，张延寿任中郎将侍中，后来他父亲张安世求汉宣帝将他出任外吏，于是担任北地郡太守。不到一年，征召入朝为左曹太仆，历位九卿，累为太仆、侍中。元康四年（前62年）张安世去世，张延寿嗣父爵袭封富平侯。其国在陈留郡，别邑在魏郡，封地租税收入岁千余万。多次上书请求减户邑。于是徙封平原郡，并一国，户口如故，而租税减半。在侯爵位十一年卒，谥爱侯。其子张勃袭封。

## 家族
- 张延寿世系图